# Henriette Ekwe Ebongo
Henriette Ekwe Ebongo, née en 1949, est une journaliste, éditrice et militante politique camerounaise. Elle a reçu le Prix international Femme de courage en 2010.
Elle est l'éditeur de l'hebdomadaire indépendant Babel et est l'un des fondateurs de la branche camerounaise de l'ONG anti-corruption Transparency International.

## Biographie

### Enfance et scolarité
Henriette Ekwe Ebongo est née le 25 décembre 1949 à Ambam dans le sud du Cameroun. Elle est la fille de Anatole Ebongo, fonctionnaire de l'état, ancien institueur et directeur aux douanes camerounaises. Elle grandit dans une fratrie de 10 enfants dont 3 mourront en bas âge. Les affectations de son père emmènent la famille à de nombreux déménagements. Elle fréquentera des établissements à Ambam, Bonandoumbé, Nkongsamba, École du centre de Yaoundé et Petit Joss à Douala. Après les Lycées Leclerc et Joss, elle obtient le bac en 1969. Elle se rend en France où elle étudie l'anglais. Elle obtient une licence d'histoire en 1974 à l'institut des hautes études internationales à Paris. Elle termine sa maitrise d'anglais à Londres. Après ses diplômes, Henriette, qui adopte le nom de 'Nyangone' -fille vaillante en béti - se consacre entièrement à la lutte politique.

### Études supérieures et sensibilisation à la politique
Elle y rencontre les militants de l'Union Nationale des Étudiants Kamerunais (UNEK) et la Fédération des Étudiants Africains de France (FEAF). Ce qui est son premier contact politique. Elle devient membre du Manidem et ensuite de l'UPC alors clandestine. Elle fera la rencontre de plusieurs futurs grands dirigeants africains comme Tabo Mbeki, Laurent Gbagbo, etc. Elle s'occupera du recrutement pour le parti, en compétition avec les recruteurs de l'UNC, le parti au pouvoir. Elle s'occupe aussi de la rédaction du journal Kameroun Nouveau. Malgré ce combat politique, Henriette quitte la scène politique en 1995. Puis entre dans la presse de manière légale.

### Retour d'exil et combats politiques
L'appel de Paul Biya en février 1983 à Paris à la diaspora en exil politique au retour reçoit un écho à ses oreilles. Trahie et traquée par le régime, elle vivra 1,5 an entre 1985 et 1986 en clandestinité en pays Bamiléké, cachée par d'anciens militants de l'UPC. Les années de combats se poursuivent avec une arrestation en 1990 et s'achèvent en 1991 avec l'avènement du multipartisme. Elle et les autres combattants de l'UPC déchantent car le pouvoir reconnait l'UPC d'Augustin Frédéric Kodock. Mouvance dans laquelle elle et ses camarades ne se reconnaissent pas et qu'ils considèrent comme un suppôt du régime en place. Henriette Ekwe abandonne la lutte politique après cette dislocation qui est fatale à son mouvement dit des fidèles. Elle se lance dans des projets personnels. Elle est une des pionnières de la lutte politique. Sollicitée par Paul Biya pour faire partie de Elecam, elle décline l'offre d'un comité dont les règles sont verrouillées. Ebongo prône la liberté de la presse, l'égalité des sexes, les droits humains et la bonne gouvernance. Elle était active dans la lutte contre la dictature dans les années 1980, et la campagne actuelle contre la corruption du gouvernement, la discrimination et les violations des droits de l'homme. Pendant ce temps, elle a souffert de la répression, la torture et prises un tribunal militaire.

### Carrière dans la presse
En 1990, elle participe à la création de la création de l’Union des journalistes du Cameroun. Henriette Ekwe s'engage dans le journal 'Le Front Indépendant' en 1996 puis 'La Nouvelle Expression' en 1997. 2005 voit le retour du Front indépendant devenu Le Front. Elle lance son propre journal Bebela en 2011, dont la parution est stoppée à cause des difficultés financières. Elle a également été chroniqueuse à Équinoxe TV pendant des années. Par sa participation régulière et ses interventions aux émissions de débats télévisés du dimanche, elle est devenue l'une des figures marquantes de l'espace public au Cameroun.

## Prix et distinctions
- 2010:  Prix du courage décerné par le département d’État américain.